# Rinbung
Rinbung (chữ Tạng: རིན་སྤུངས་རྫོང་; Wylie: rin spungs rdzong; ZWPY: Rinbung Zong; tiếng Trung: 仁布县; bính âm: Rénbù Xiàn, Hán Việt: Nhân Bố huyện) là một huyện của địa khu Xigazê (Nhật Khách Tắc), khu tự trị Tây Tạng, Trung Quốc.

### Trấn
- Đức Cát Lâm (德吉林镇)

### Hương
| - Mạt Đang (帕当乡) - Khang Hùng (康雄乡) - Phổ Tùng (普松乡) - Nhiên Ba (然巴乡) | - Tra Ba (查巴乡) - Thiết Oa (切娃乡) - Mẫu (母乡) - Nhân Bố (仁布乡) |